# Tunay
Tunay ist ein türkischer männlicher Vorname, der auch als Familienname vorkommt.

## Namensträger

### Vorname
- Tunay Acar (* 1989), türkischer Fußballspieler
- Tunay Torun (* 1990), deutsch-türkischer Fußballspieler

### Familienname
- Aydoğan Tunay (* 1945), türkischer Fußballtorhüter und -trainer